# Momotarō-jinja
Le sanctuaire Momotarō (桃太郎神社, Momotarō-jinja) est un sanctuaire shinto situé à Inuyama dans la préfecture d'Aichi au Japon.

## Situation
Le sanctuaire Momotarō est situé à l'est du parc Momotarō dans le nord de la ville d'Inuyama. Il est entièrement intégré au parc quasi national Hida-Kisogawa.
Dédié au héros légendaire Momotarō, il accueille les parents venus prier pour la bonne santé de leurs enfants, notamment lors des fêtes traditionnelles consacrées chaque année aux enfants : hina matsuri le 3 mars, kodomo no hi le 5 mai et shichi-go-san le 15 novembre.

## Description
Le sanctuaire présente les éléments architecturaux habituels d'un sanctuaire shinto tels qu'un portail d'entrée, torii, un escalier de pierre menant à l'intérieur du sanctuaire, un bâtiment du culte, le haiden, un chōzuya ou pavillon d'ablution et des supports pour pendre des plaques votives. Il se distingue cependant par la présence de nombreuses références à la légende de Momotarō principalement sous la forme de statues en pierre, en plâtre ou en métal des personnages de la légende : Momotarō, son père et sa mère adoptifs, un singe, un chien, un faisan et des démons.
Les komainu, gardiens traditionnels de l'entrée d'un sanctuaire shinto, sont remplacés par les trois animaux alliés de Momotarō lors de sa croisade contre les démons.
Un torii de couleur rose en forme de pêche marque l'entrée du haiden et le deuxième torii de l'entrée principale est orné d'une pêche en bronze. Sous ce dernier, une statue représente le héros de la légende émergeant nu d'une pêche.
Une inscription sur le portail rose proclame :
« passer sous ce portail en forme de pêche, chasse le mal, élimine la maladie et protège contre les catastrophes (桃形鳥居をくぐれば　悪は去る、病は居ぬ、災は来じ, Momo gata torii o kugureba aku wa saru, yamai wa inu, wazawai wa kiji) ».
Astucieusement, les trois mots saru (le singe), inu (le chien) et kiji (le faisan) sont lisibles dans cette déclaration.

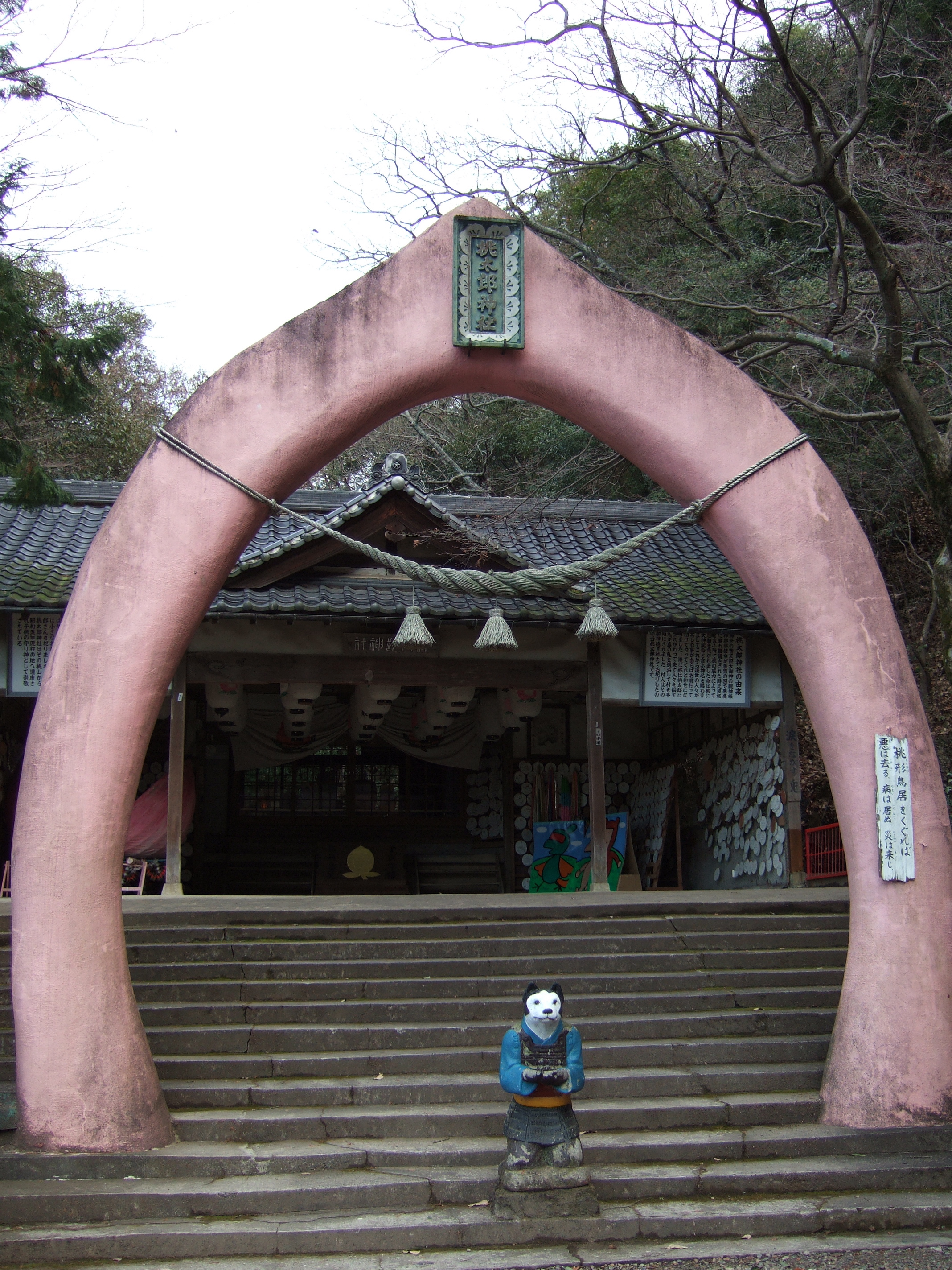
Torii rose en forme de pêche.
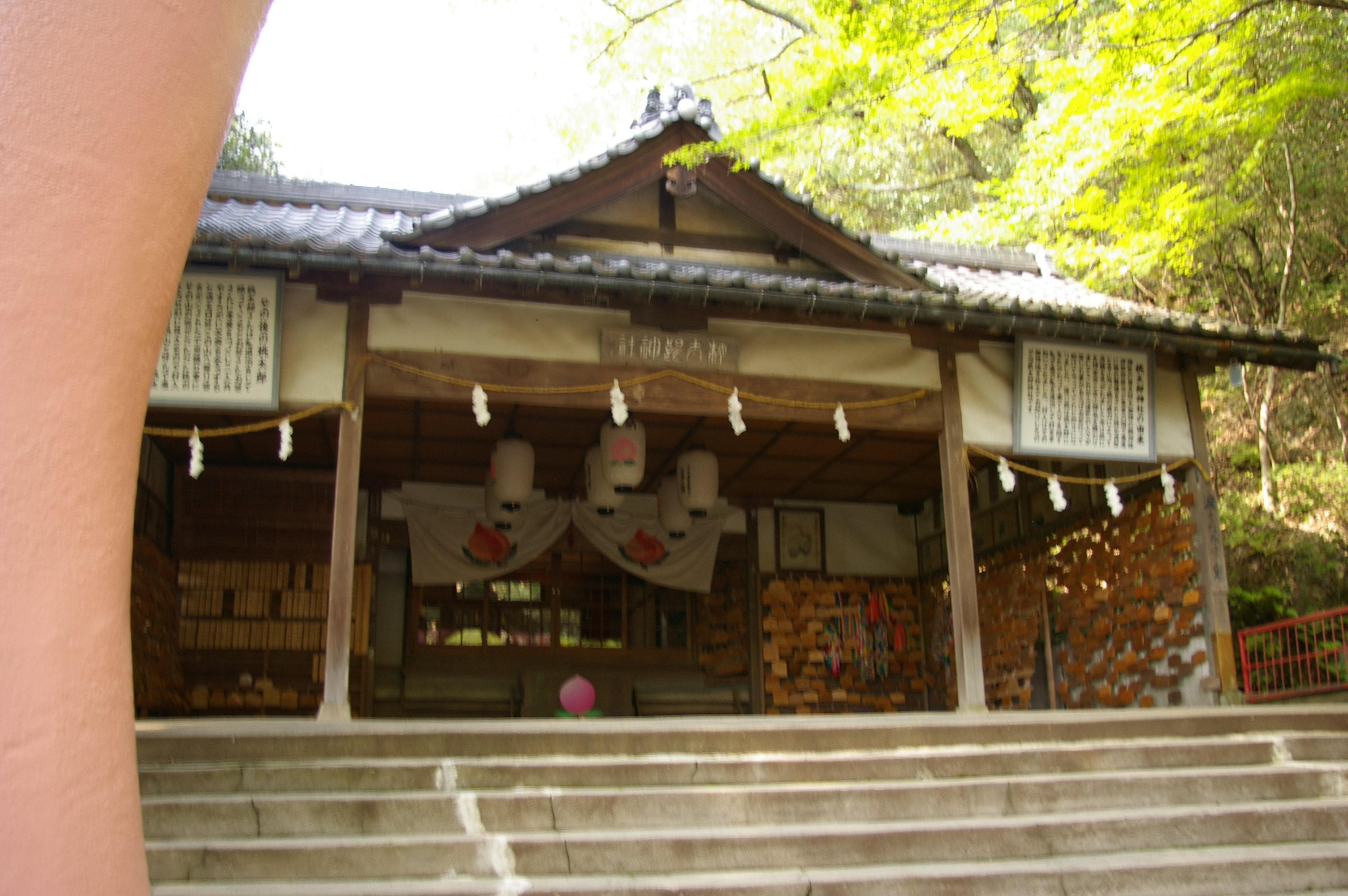
Haiden : bâtiment du culte.
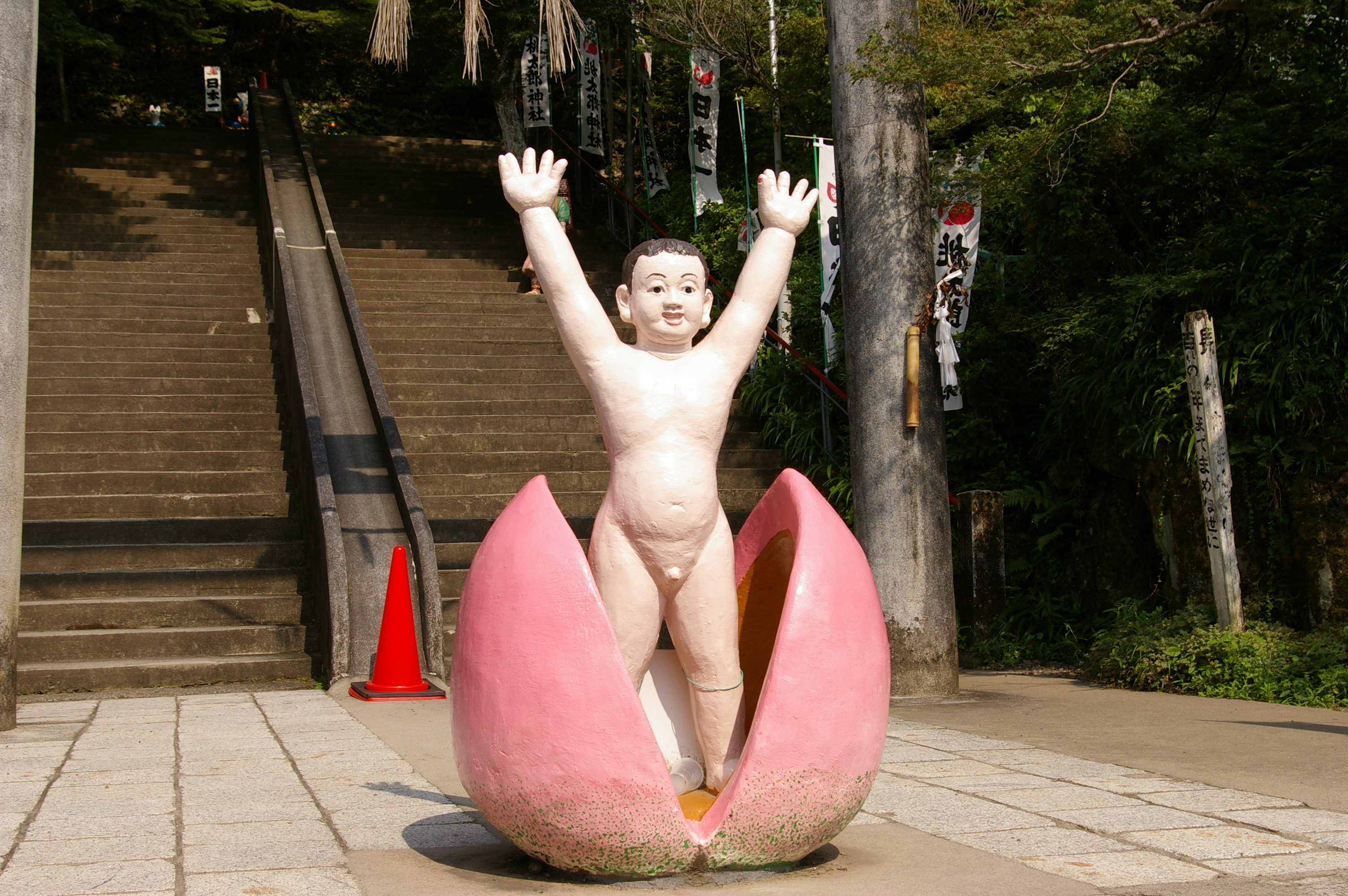
Statue de Momotarō.

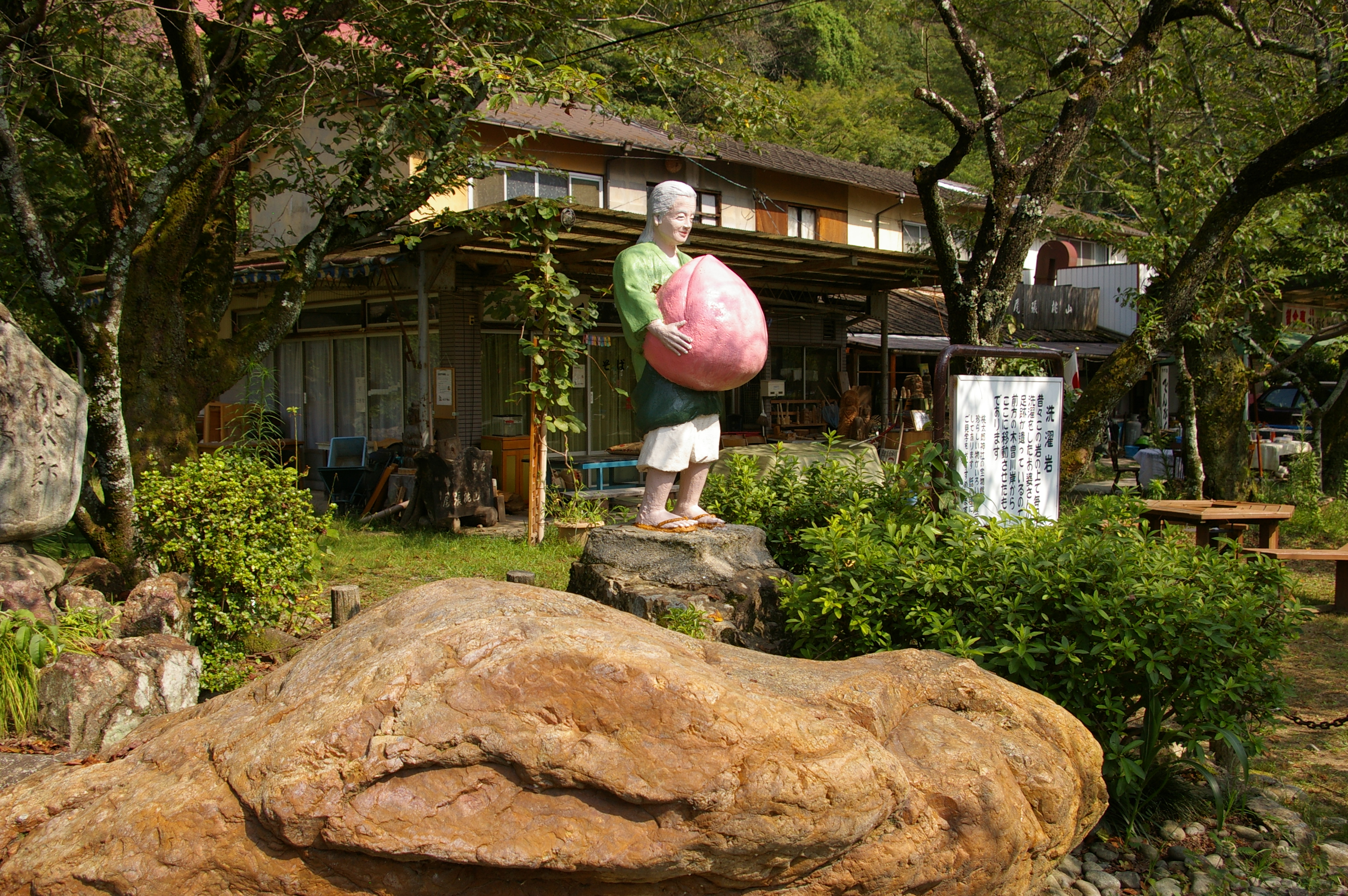
Statue de la mère de Momotarō.
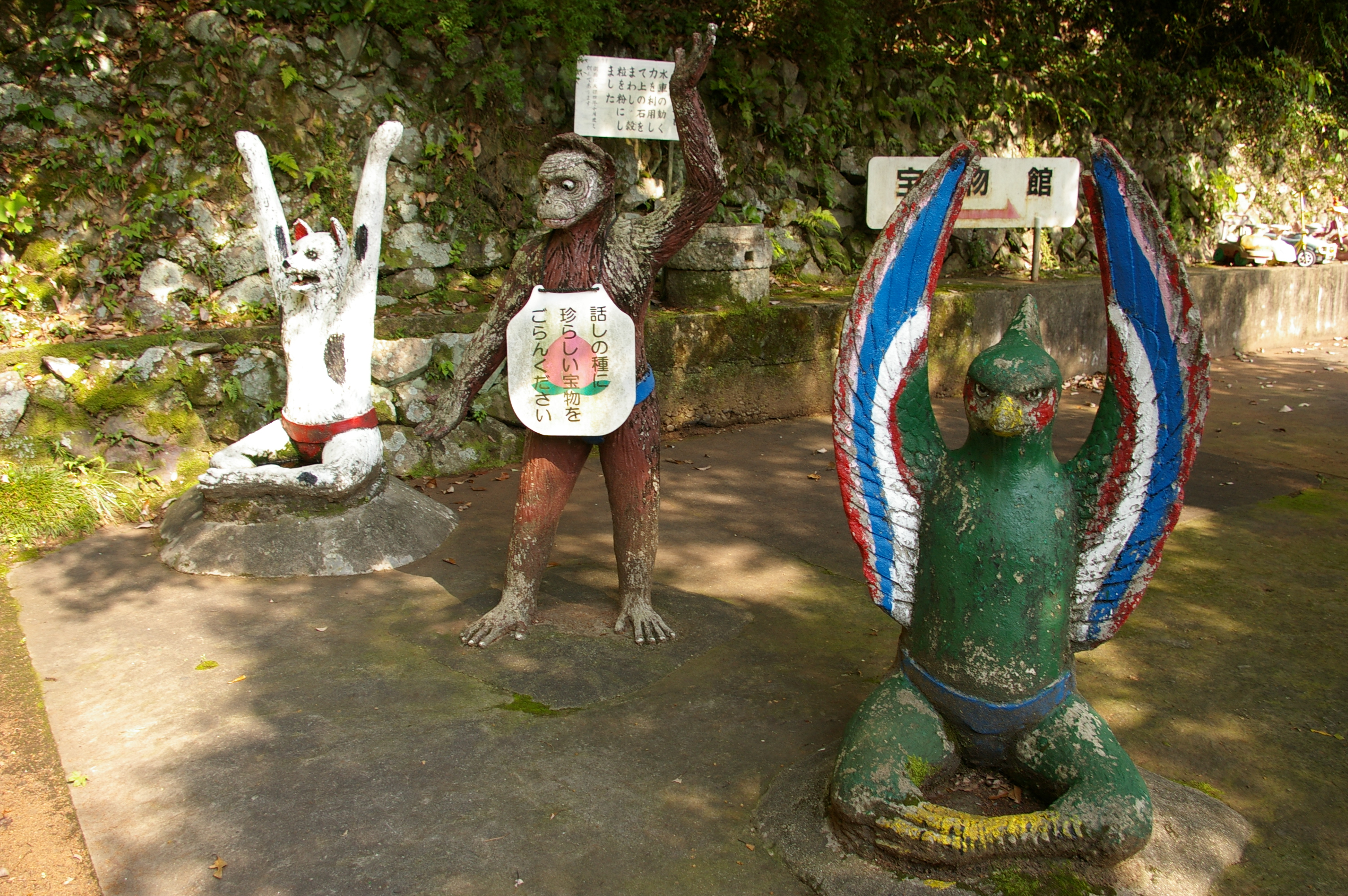
Le chien, le singe et le faisan.
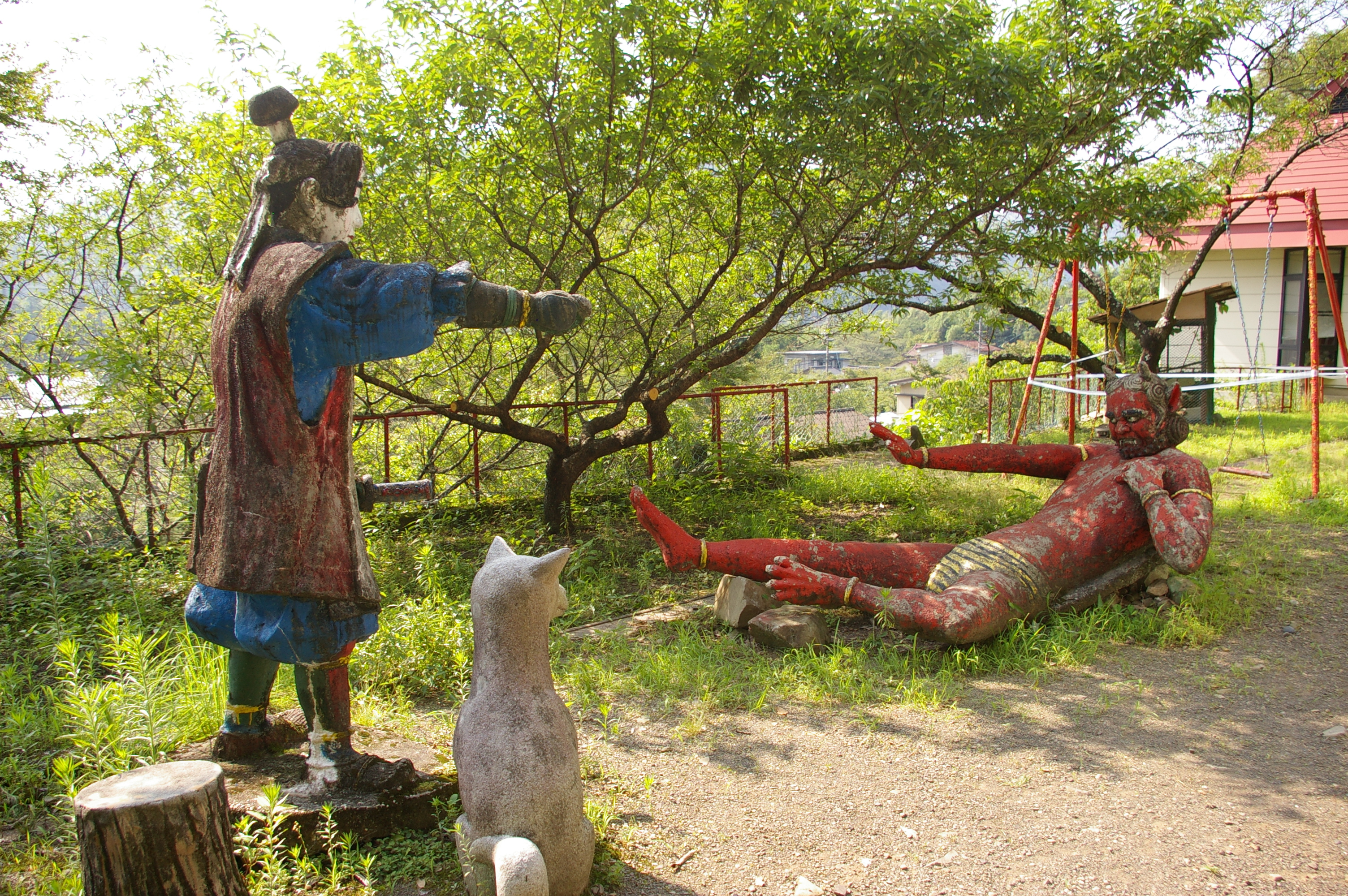
Momotarō terrassant un démon.

## Hall des trésors
Dans l'enceinte du sanctuaire se trouve aussi un musée entièrement consacré à la légende de Momotarō. Ce hall des trésors, qui a été détruit par un incendie en 1996, expose des documents et des objets (la pêche d'où Momotarō est né, une photo d'un bébé démon, un pénis fossilisé de démon, etc.) censés authentifier l'histoire de Momotarō et établir que ce héros populaire est originaire d'Inuyama.

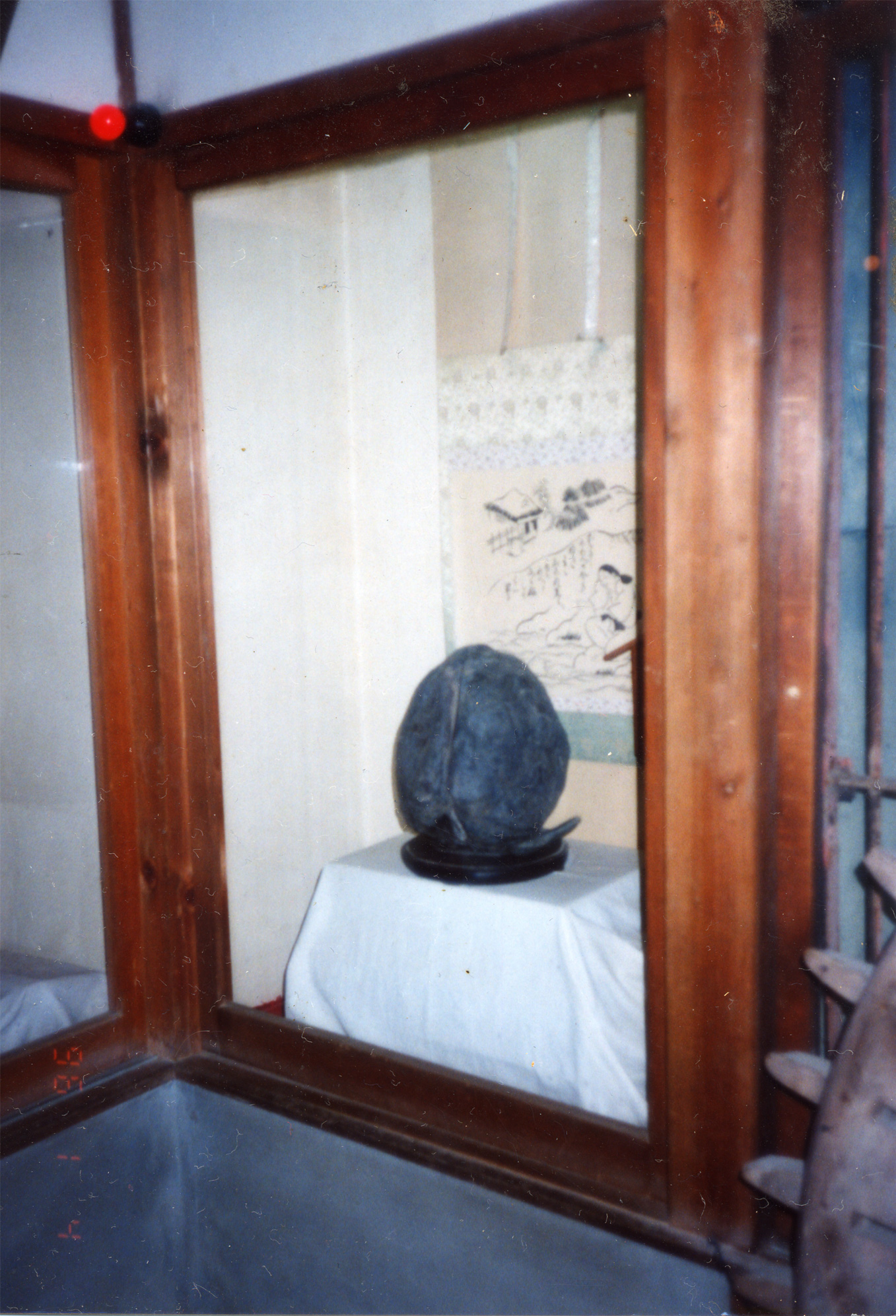
La pêche d'où serait né Momotarō.
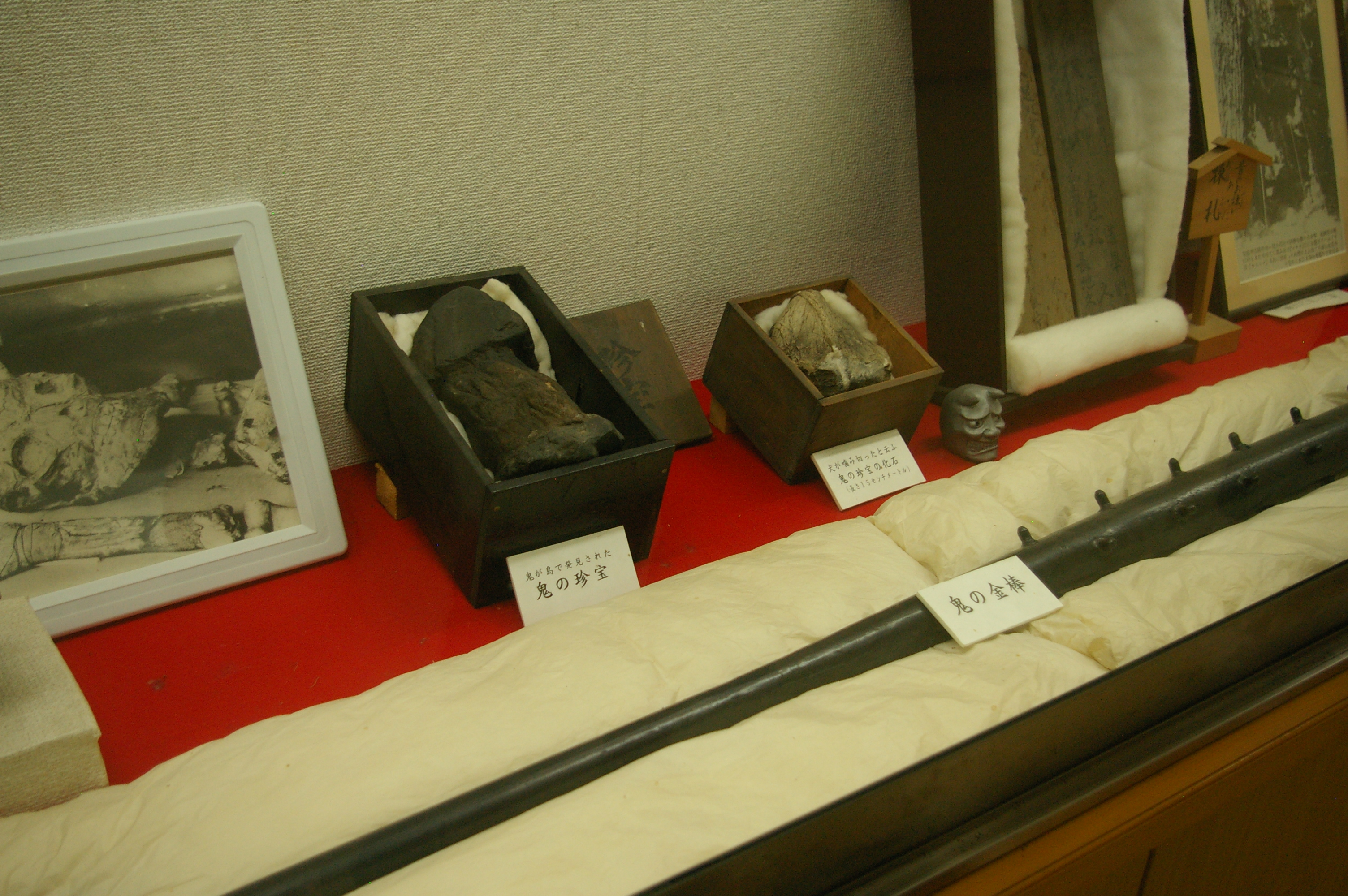
Un kanabō et un pénis[3] de démon.

## Histoire
Selon le Kojiki, recueil de mythes concernant l’origine des îles formant le Japon et des dieux du shintō, Izanagi, fuyant le monde des morts, aurait échappé aux sorcières Shikome en leur jetant trois pêches qui leur firent perdre leurs pouvoirs. Selon la même référence historique, la divinité Ōkamuzumi no mikoto serait la réincarnation de ces pêches dotées du pouvoir surnaturel de faire fuir les démons. Après avoir exterminé tous les démons du centre du Japon, elle se serait retirée au mont Momo (桃山, litt. « mont pêche ») sur la rive gauche du fleuve Kiso à Inuyama.
Un sanctuaire dédié au « dieu pêche » a été construit autrefois au pied du mont Momo. En 1930, ce sanctuaire est transféré 1 km plus au sud et devient le sanctuaire Momotarō.

## Événements
La grande fête du sanctuaire Momotarō a lieu chaque année le 5 mai lors de la journée nationale consacrée aux enfants : kodomo no hi. Ce jour-là, dans l'enceinte du sanctuaire, le mikoshi porté par des enfants déguisés en Momotarō ne comprend pas un sanctuaire miniature mais une statue rose représentant une pêche.